# 아마르시푸스 카를스베르기
아마르시푸스 카를스베르기(Amarsipus carlsbergi)는 고등어목에 속하는 조기어류 과이다. 작고 가는 물고기이다. 아마르시푸스과(Scombrolabracidae), 아마르시푸스속(Amarsipus)의 유일종이다. 이전에는 농어목 병어아목(Stromateoidei)으로 분류했지만, 현재는 고등어목에 포함시킨다. 인도양과 태평양의 적도 부근에서 산다. 수심 30-130m에서 발견되며, 몸길이는 보통 21.2 cm 정도이다.